# عبيدة السمارنة
عُبَيْدَة السَّمَارنَة (17 فبراير 1992) هو لاعب كرة قدم أردني يلعب كلاعب وسط لنادي السلط والمنتخب الأردني.

## الإحصائيات

### دولي
| منتخب الأردن | منتخب الأردن | منتخب الأردن |
| سنة          | الظهور       | الأهداف      |
| ------------ | ------------ | ------------ |
| 2016         | 2            | 0            |
| 2017         | 4            | 0            |
| 2018         | 4            | 0            |
| المجموع      | 10           | 0            |